# アミ・ブーエ
アミ・ブーエ（Ami Boué 、1794年3月16日 - 1881年11月21日）は、ドイツ生まれのオーストリアの地質学者である。

## 生涯
ハンブルクに生まれた。ハンブルク、ジュネーヴ、パリで学んだ。医学をイギリスのエディンバラ大学で学ぶうちに鉱物学と地質学の教授ロバート・ジェイムソンの影響を受けた。地質学研究のために、スコットランド各地やヘブリディーズ諸島を調査した。学位を取った後パリに移り住んだ。
1820年に Essai géologique sur l'Écosse（『スコットランドの地質学調査』）を書き、火山岩について多くを記述した。ドイツ、オーストリア、南ヨーロッパの地質調査を行い、フランス地質学会 (Société Géologique de France) の創立者の一人になり、1835年から会長を務めた。1845年にオーストリアに移り、オーストリアに帰化した。
ウィーンの帝国科学アカデミーでバルカン諸国の地質について発表し、Mémoires géologiques et paléontologiques (Paris, 1832) や La Turquie d'Europe; observations sur la géographie, la géologie, l'histoire naturelle, etc. (Paris, 1840) などの著書がある。
1847年、ウォラストン・メダル（ロンドン地質学会）を受賞した。